# Jet (chanson)
Pour les articles homonymes, voir Jet.
Singles de Paul McCartney et les Wings
Mrs Vandebilt
(1974) Band on the Run
(1974)
Pistes de Band on the Run
Band on the Run Bluebird
Jet est une chanson de Paul McCartney et les Wings parue fin 1973 sur l'album Band on the Run. Choisie comme premier single britannique et américain de l'album, elle connaît un sucès international.
Basée sur un riff aisément reconnaissable, il s'agit d'un rock assez vif. Elle devient un des classiques du groupe et apparaît dans plusieurs albums live et compilations des Wings et de McCartney seul.
Après Martha My Dear, c'est la deuxième chanson de Paul qui reprend le nom d'un de ses chiens, Jet ayant été un de ses labradors.

## Genèse
D'après Paul McCartney, la chanson s'inspire d'un labrador retriever appelée Jet :

« On avait un chiot labrador, qui était la plus chétive de la portée. On l'avait achetée dans une petite animalerie au bord de la route, un jour que l'on était à la campagne. C'était une chienne un peu sauvage, une fille sauvage qui ne restait pas en place. On avait un grand mur autour de notre maison à Londres et elle ne pouvait pas rester en place, elle avait l'habitude de sauter par-dessus. Elle partait en ville pour l'après-midi, comme dans La Belle et le Clochard. Elle a dû rencontrer un grand labrador noir ou quelque chose comme ça. Un jour elle est revenue enceinte. Elle s'est installée dans le garage pour avoir sa portée... Sept chiots noirs, des parfaits petits labradors noirs et elle n'était pas noire, elle était beige. [...] Donc Jet était un de ces chiots. Ils avaient tous des noms. On leur avait donné des supers noms, l'un d'eux s’appelait Mélasse Dorée. J'aimais bien ça. Il y en avait même un appelé Brown Megs, d'après un exécutant de Capitol. »

— Paul McCartney
Bien qu'il confirme cette histoire en décembre 1978 lors d'un interview radio à la BBC, il donne une tout autre version en 2010 dans le cadre d'une interview pour la chaîne ITV1 dans le cadre du programme Wings: Band on the Run (à l'occasion de la réédition de l'album épopnyme). McCartney explique alors que Jet était le nom d'un poney qu'il avait eu, même si les paroles de la chanson restent vagues et n'ont que peu de relation avec ce sujet.
En 2017, lors d'un interview pour la radio australienne Triple J, il explique alors que la chanson s'inspirerait de sa rencontre avec son beau-père, le père de Linda :

« Encore une fois, je jouais quelques accords, à la recherche d'une idée et je pensais que Jet était un bon mot. Alors j'ai écrit une chanson sur ça. Pas à propos du chiot, j'ai juste utilisé son nom. Et ça s'est transformé en une fille. C'était un peu à propos des expériences que j'ai eu en mariant Linda. Son père était un peu vieux jeu et j'étais un peu intimidé, comme beaucoup de jeunes gars quand ils rencontrent la figure paternelle. [...] Bref, la chanson parle du sergent-major et c'est quasiment mon expérience, transcrite grosso modo. Je ne fais jamais une chanson avec les véritables mots parce qu'après ça fait toute une histoire. Oh Linda, j'allais voir ton père et j'étais intimidé. Un peu ennuyant. Donc j'ai masqué ça et j'en ai fait une chanson, quelque chose que l'on peu raisonnablement chanter. »

— Paul McCartney
Enfin, lors d'une interview sur la chaîne YouTube de GQ en 2018, son histoire varie une nouvelle fois. Il serait parti en balade avec son poney, une guitare sur le dos, sur les hauteurs de sa ferme en Écosse, à la recherche d'une nouvelle chanson à composer. Selon lui, il ne sait pas exactement comment les mots lui sont venus. Il aurait bien aimé le mot Jet mais aurait aussi cherché à retranscrire sa relation avec son beau-père.

## Enregistrement
D'après l'ingénieur du son Geoff Emerick, alors que la majorité de l'album Band on the Run est enregistré à Lagos, au Nigeria, le groupe revient à Londres et enregistre Jet aux studios Abbey Road. Paul McCartney, lui, déclare l'avoir enregistré à Lagos.

## Sortie et accueil

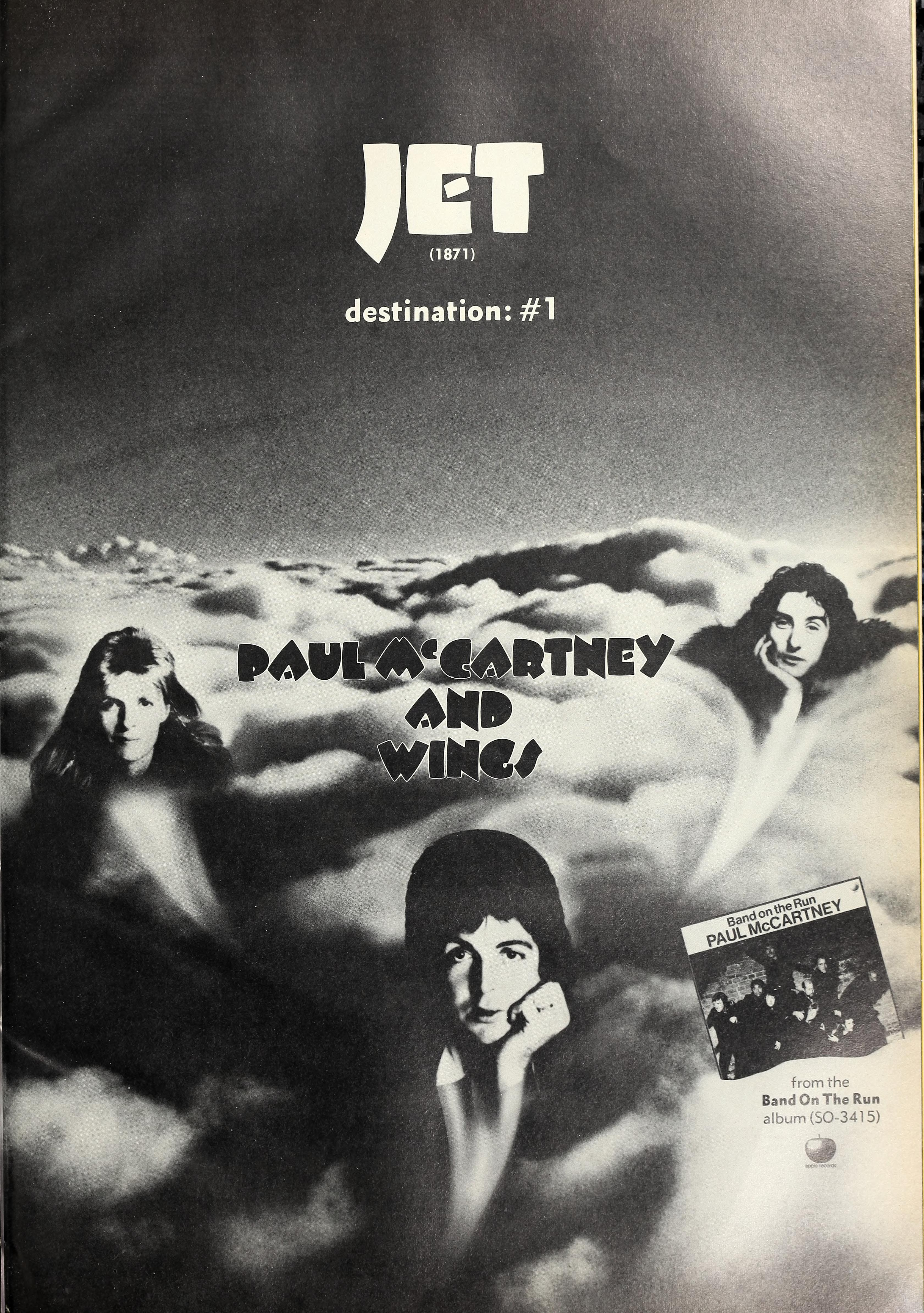
Page publicitaire du single Jet (mars 1974).

Jet sort en tant que premier single de l'album Band on the Run en janvier 1974, bien que dans d'autres pays la chanson Mrs. Vandebilt soit choisie (single non distribué aux États-Unis et au Royaume-Uni). La chanson se classe dans de nombreux charts européens et atteint simultanément la septième place des charts britannique et américain le 30 mars 1974. Pour ce premier, c'est la chanson Let Me Roll It qui est choisie en face B, tandis que Mamunia est choisie pour le second bien qu'elle soit rapidement remplacée par la version britannique.
Jet a depuis été publiée dans de nombreuses compilations des Wings ou de Paul McCartney : Wings Greatest (1978), All the Best! (1987), Wingspan: Hits and History (2001) and Pure McCartney (2016).
Le magazine Billboard déclare que "l'énergie de la guitare" et la performance vocale génère "une incroyable production". Paul McCartney témoignera plus tard que le groupe The Carpenters était fan de Jet :

« Je me souviens de Richard et Karen Carpenter m'appelant au téléphone pour me parler de Jet – c'étaient les dernières personnes sur Terre que j'imaginais apprécier Jet ! Mais ils étaient là : "Oh, super chanson, mec !" Donc, ça touchait les gens, vous voyez. »

— Paul McCartney

## Musiciens
- Paul McCartney – chant, guitare, basse, batterie
- Linda McCartney – chœurs, claviers, Moog
- Denny Laine – chœurs, guitare
- Howie Casey – saxophone

## Charts
| Charts (1974)                        | Meilleure position |
| ------------------------------------ | ------------------ |
| Belgique (Ultratop)                  | 26                 |
| Canada (RPM 100 Top Singles)         | 5                  |
| Allemagne (Media Control)            | 6                  |
| Japon (Oricon)                       | 39                 |
| Pays-Bas (Dutch Top 40)              | 10                 |
| Nouvelle-Zélande (Listener)          | 2                  |
| Norvège                              | 9                  |
| Afrique du Sud (Springbok)           | 8                  |
| UK Singles (Official Charts Company) | 7                  |
| US Billboard Hot 100                 | 7                  |
| US Cash Box Top 100                  | 5                  |

### Classement annuel
| Charts (1974)        | Position |
| -------------------- | -------- |
| Canada               | 38       |
| US Billboard Hot 100 | 77       |
| US Cash Box          | 77       |

## Reprises et inspiration
Le power trio de pop japonaise Shonen Knife reprend la chanson sur son album Super Group sorti en 2008, Naoko Yamano, l'un des membres du groupe, reconnaissant être un fan de longue date de McCartney.
La chanson est samplée sur "He Dont Get a Thing" sur la mixtape Five Star General de Hostyle Gospel.
Le nom du groupe australien Jet, pour lequel Paul McCartney et les Beatles ont une grande influence, s'est inspiré de cette chanson pour son nom.